# Cyrtopodion hormozganum
Cyrtopodion hormozganum es una especie de gecos de la familia Gekkonidae.

## Distribución geográfica yhábitat
Es endémica de una zona semidesértica de la provincia de Hormozgán, al sur de Irán. Su rango altitudinal oscila entre 77 y 90 m s. n. m..